# Canicattì
Canicattì [kanikatˈti] es una comuna siciliana, en la provincia de Agrigento.

## Evolución demográfica
| Gráfica de evolución demográfica de Canicattì entre 1861 y 2001 |
|                                                                 |
| Fuente ISTAT - elaboración gráfica de Wikipedia                 |

## Geografía
El territorio de Canicattì, se encuentra entre las provincias de Agrigento y Caltanissetta; dentro de una cuenca natural (el alto valle del río Naro) rodeada por muchas colinas pequeñas, es una zona muy fértil y tradicionalmente volcata a la cultivación de frutos (antes el  almendro, hoy la uva Italia, la uva para hacer mosto, el melocotón y el albaricoque). 
El área es bastante diferente de la del territorio circunstante; esta diferencia ha permitido desarrollar el paisaje agrículo y el centro urbano. Más bien verde y florido el primero, mientras el segundo es rico de actividades comerciales, bastante en vanguardia, y de movida ciudadana; entre los centros vecinos pertenecientes a las dos provincias es el más desarrollado.